# TOPIO

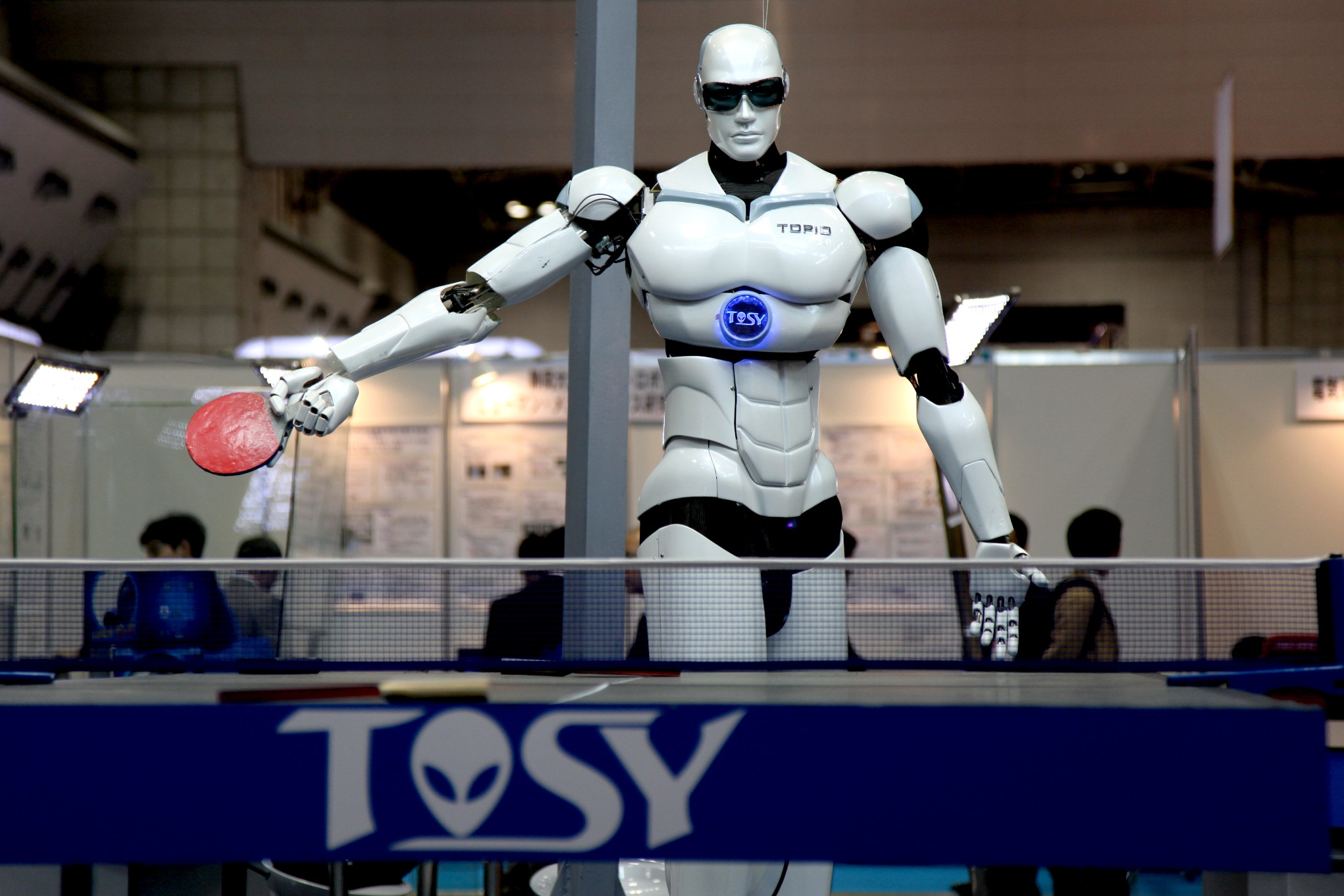
TOPIO 3.0 (2009 рік)

TOPIO («TOSY Ping Pong Playing Robot») — робот-андроїд, розроблений для гри в настільний теніс проти людини. Має людиноподібну зовнішність (тобто є гуманоїдом), переміщається на двох ногах. Робот розроблений в 2005 році в'єтнамським підприємством «TOSY», що займається розробками в галузі робототехніки. Перша публічна демонстрація робота відбулася в Токіо на виставці International Robot Exhibition 28 листопада 2007. Остання версія робота — TOPIO 3.0 має зріст 1 метр 88 сантиметрів і важить близько 120 кг. Всі версії робота використовують самонавчальну систему штучного інтелекту, що дозволяє роботові покращувати свої навички в процесі гри.

## Історія розробки
У листопаді 2005 року фірма TOSY розпочала проєкт TOPIO. У липні 2007 року TOSY представила перший експериментальний зразок робота з однією ногою, оснащений гідравлічною системою, який володів вісьмома ступенями свободи. 28 листопада 2007 пройшла перша публічна демонстрація робота TOPIO 1.0. TOPIO 1.0 мав шість ніг, був оснащений гідравлічною системою і володів двадцятьма ступенями свободи. 5 лютого 2009 на великій промисловій виставці Nuremberg International Toy Fair в Німеччині був представлений TOPIO 2.0. Гідравлічна система була замінена на сервомотори постійного струму, робот мав дві ноги й 42 ступені свободи. 25 листопада 2009 на виставці International Robot Exhibition в Токіо була представлена версія робота TOPIO 3.0, яка мала дві ноги й володіла 39-ма ступенями свободи. У TOPIO 3.0 були використані безщіткові сервомотори постійного струму. Також робот TOPIO 3.0 демонструвався на виставці Nuremberg International Toy Fair в Німеччині (4-9 лютого 2010 року) і на виставці «AUTOMATICA Munich» у Німеччині (8-11 червня 2010 року).

### TOPIO 1.0
Робот TOPIO 1.0 має висоту 185 сантиметрів і масу 300 кг. Як привод використовується гідравлічна система. Робот має шість ніг, дві високошвидкісні камери. TOPIO 1.0 володіє двадцятьма ступенями свободи: дві припадають на голову, по шість ступенів свободи на кожну руку, по одному ступеню свободи на кожну з шести ніг.

### TOPIO 2.0
TOPIO 2.0 важить в п'ять разів менше попередньої моделі — TOPIO 1.0 — 60 кг. Висота робота становить 215 см. Робот використовує літій-полімерні акумулятори (робоча напруга 48 вольтів, місткість — 20 ампер-годин). Як приводи використовуються сервомотори постійного струму. TOPIO 2.0 має дві ноги. Робот оснащений двома високошвидкісними відеокамерами. З 42-х ступенів свободи, якими володіє робот, 3 припадають на голову, по сім на кожну з двох рук, по шість на кожну з двох ніг, три на корпус (тулуб) робота і ще по п'ять на кожну кисть робота.

### TOPIO tiny
TOPIO tiny — мініатюрна версія робота TOPIO 2.0. Висота TOPIO tiny становить 40 см. Робот був представлений на виставці «World Cup 2010».

### TOPIO 3.0
Робот TOPIO 3.0 має вагу 120 кг і висоту 188 см. Як і TOPIO 2.0 в цій версії використовуються літій-полімерні акумулятори з робочою напругою 48 вольтів і місткістю 20 ампер-годин. Як приводи використовуються безщіткові сервомотори постійного струму. Як і у попередньої версії, у робота TOPIO 3.0 дві ноги і дві високошвидкісні відеокамери. Робот володіє 39-ма ступенями свободи з яких два припадає на голову, по сім на кожну з двох рук, по шість на кожну з двох ніг, одна на корпус (тулуб) TOPIO і по п'ять на кожну кисть робота.

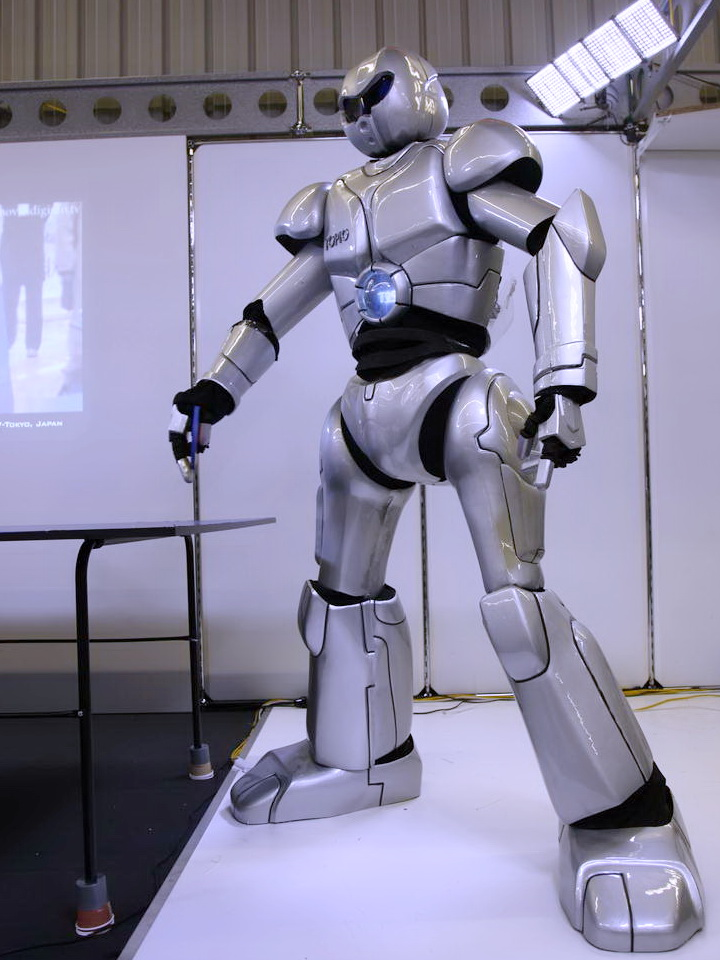
TOPIO 2.0
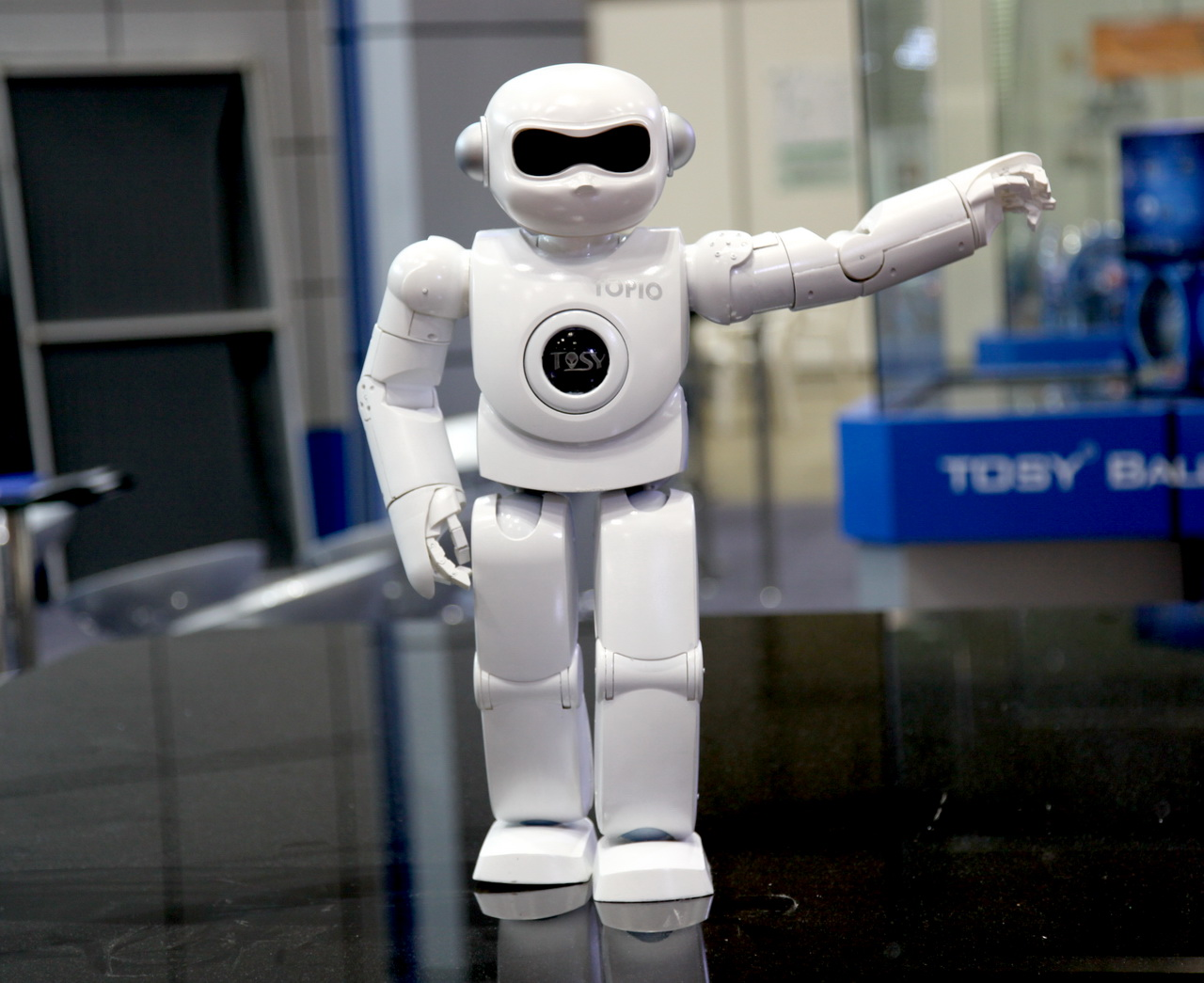
TOPIO tiny 1.0
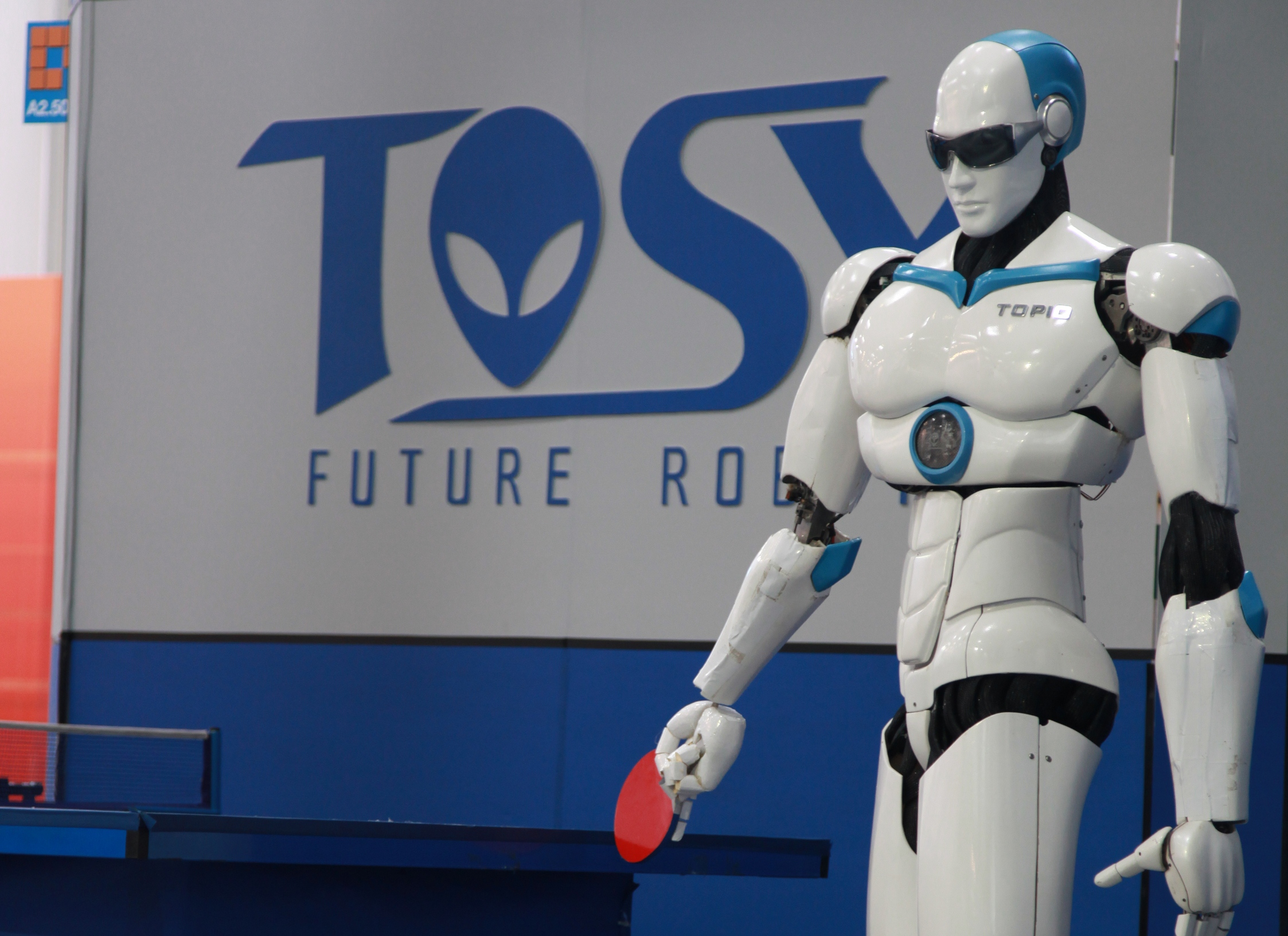
TOPIO 3.0